# Hans Benz
Hans Benz (* 1. September 1921 in Neckarbischofsheim; † 5. November 1984 in Rohrbach am Gießhübel) war deutscher Heimatforscher. Er war Mitglied zahlreicher örtlicher Heimatvereine im Kraichgau und zählte 1972 zu den Gründern des Heimatvereins Kraichgau, dem er von 1982 bis zu seinem Tod 1984 auch vorstand.

## Leben
Er wurde in Neckarbischofsheim geboren und besuchte dort die Schule. Anschließend studierte er Bauwesen und nahm als Peilfunker am Zweiten Weltkrieg teil. Nach dem Krieg war er als Diplom-Ingenieur bei Baufirmen tätig.
Seine berufliche Tätigkeit führte ihn zur Untersuchung der Bausubstanz in unzählige Altbauten, wodurch er ein profunder Kenner historischer Bauwerke wurde. Zu seinen Forschungsresultaten in Baudenkmälern zählt u. a. die Freilegung zuvor unbekannter Wandmalereien im Alten Schloss in Neckarbischofsheim. Zu seinen weiteren Forschungsgebieten zählten Flurnamen, die Reformation sowie herausragende Persönlichkeiten seiner Heimatstadt Neckarbischofsheim. Über seine Forschungsergebnisse hat er seit den 1950er Jahren im Heimatboten, in diversen Festschriften, in der Rhein-Neckar-Zeitung und ab den 1970er Jahren in den Kraichgau-Jahrbüchern berichtet.
Mehr noch als um die Forschung bemühte er sich um die Vernetzung der regionalen Heimatvereine, von denen er auch in großer Zahl Mitglied war. Er gehörte zu den maßgeblichen Initiatoren, die im Februar 1972 in Neckarbischofsheim die Gründung des Heimatvereins Kraichgau beschlossen, der Mitglieder aus der gesamten Region zwischen Odenwald und Nordschwarzwald vereinen sollte. Benz war zunächst Beirat, ab 1976 Redaktionsstabsmitglied und Schriftführer. Als Nachfolger von Heinz Teichert (1906–1991) war er von 1982 bis zu seinem Tod 1984 Vorstand des Vereins. Er suchte den Kontakt mit den Heimatvereinen der Umgebung und schuf das Prinzip der „Mitgliedschaft auf Gegenseitigkeit“, was einen regen Austausch von Ideen und Schrifttum begründete. Er veranstaltete unzählige Arbeitstagungen und Gesprächsrunden zur Intensivierung der Heimatforschung und hielt hunderte von Exkursionen, Führungen und Vorträge ab. Er bewirkte außerdem die Schaffung des Arbeitskreises Heimatpflege Nordbaden unter Leitung des Regierungspräsidenten, um die Landesheimattage effektiver durchführen zu können. Schließlich schuf er auch die Illustration der Burg Steinsberg, die den Einband der Kraichgau-Jahrbücher des Heimatvereins Kraichgau schmückt.
Benz gehörte zudem dem Heidelberger Metzler-Kreis, einem Zusammenschluss von Familienforschern, an, dessen Leitung er nach dem Tod von Albert Metzler übernahm.
In St. Ilgen, wo Benz seine letzten Lebensjahre verbrachte, gründete er das Heimatmuseum, organisierte Brauchtumsveranstaltungen und engagierte sich bei der Integration von Heimatvertriebenen.
Für seine vielfältigen Verdienste wurde er 1981 bei den Landesheimattagen in Heilbronn mit der Ehrenmedaille des Arbeitskreises Heimattage Baden-Württemberg und 1982 mit dem Bundesverdienstkreuz am Bande ausgezeichnet.